# Саган, Юрай
Юрай Саган (словац. Juraj Sagan, род. 23 декабря 1988, Жилина,  Чехословакия) —  словацкий профессиональный шоссейный велогонщик, выступающий за команду Bora-Hansgrohe.  Двукратный Чемпион Словакии в групповой гонке (2016, 2017). Старший брат профессионального словацкого шоссейного велогонщика Петера Сагана.

## Карьера
В 2017 году принял участие в Тур де Франс, не уложился в лимит времени и сошёл на 9-м этапе.

## Достижения
2009
- 1-й на GP Boka

2010
- 6-й на Giro del Veneto

2016
- 1-й - Чемпион Словакии в групповой гонке
- 1-й на этапе 5 (ТTT) Тура Хорватии

2017
- 1-й - Чемпион Словакии в групповой гонке

## Статистика выступлений наГранд Турах
| Гранд Тур | 2017 |
| --------- | ---- |
| Джиро     | -    |
| Тур       | сход |
| Вуэльта   | -    |